# Кракра (село)
Кракра (болг. Кракра) — село в Болгарии. Находится в Варненской области, входит в общину Вылчи-Дол. Население составляет 34 человека.

## Политическая ситуация
Кракра подчиняется непосредственно общине и не имеет своего кмета.
Кмет (мэр) общины Вылчи-Дол — Веселин Янчев Василев (независимый) по результатам выборов в правление общины.